# Duke Erikson
Douglas Elwin Erikson, meglio noto come Duke Erikson (Lyons, 15 gennaio 1953), è un bassista e polistrumentista statunitense.

## Biografia
Figlio di Douglas Erickson crebbe nella piccola comunità agricola di Nebraska. In gioventù suonò il piano prima di passare alla chitarra. Fondò la sua prima band, i The British, all'età di 16 anni. Erikson studiò arte e storia e quando completò il suo primo ciclo scolastico, si recò alla Wayne State University in Nebraska, in questo periodo guadagnò i soldi facendo lavori come camionista,  falegname e cameriere. Erikson incontrò Marker in un bar a Madison e divenne parte della Spooner, suonò anche per Firetown e Rectal Drip. Più tardi Erickson incominciò a lavorare come produttore presso gli Smart Studios.

## Carriera
Nel 1979 la band di Erikson (gli Spooner), della quale lui è l'autore delle canzoni, pubblica un primo EP con 4 canzoni, che la porta ad essere una delle più conosciute nella regione. Nel 1987 Duke e Vig, con Phil Davis come cantante, formano il gruppo dei Firetown che pubblica 2 album e 6 singoli, il gruppo si scioglie nel 1989. Poco tempo dopo il gruppo si riforma e viene pubblicato un nuovo album Fugitive Dance.Ma nel 1993 il gruppo si scioglie definitivamente. Durante questo periodo Erikson e Butch Vig hanno svolto insieme l'attività di produttori presso gli Smart Studios dello stesso Vig. Nel 1994 Erikson entra nei Garbage, nei quali è chitarrista ed occasionalmente polistrumentista.